# Builsa
Builsa – dystrykt w regionie Północno-Wschodnim w Ghanie. Stolicą dystryktu jest Sandema.

## Położenie
Dystrykt Builsa jest jednym z dziewięciu dystryktów w Regionie Północno-Wschodnim w Ghanie; leży między 10°05′W i 10°35′W i 100°20′N i 100°50′N. Powierzchnia dystryktu wynosi 2220 km², co stanowi 25,1% całkowitej powierzchni Regionu.

## Topografia
Obszar dystryktu jest pofalowany o nachyleniu od 200 do 300 metrów w północnej jego części, głównie wokół miast Bachonsa i Chuchuliga. W dolinach rzek Sissili, Kulpawn, Besibeli, Tono, Asibelika i Azimzim zbocza są bardziej delikatne i wznoszą się od 150 do 200 metrów. Jednak większą część dystryktu zajmują tereny nizinne, bardzo podatne na powodzie w okresach obfitych deszczów.
Większość tych rzek i strumieni jest sezonowa i często wysycha podczas pory suchej, wpływając niekorzystnie na dostawę wody zarówno dla rolnictwa, jak i gospodarstw domowych.
Między lipcem i październikiem większość rzek i strumieni wylewa, niszcząc brzegi, zalewając drogi, szlaki turystyczne i odcinając osiedla od centrów miast.

## Klimat
Dystrykt ma przeciętną miesięczną temperaturę pomiędzy 21,9 i 34,1 °C.
Najwyższe temperatury dochodzące nawet do 45,0 °C występują w marcu, z kolei najniższe temperatury notowane są w styczniu. Sucha pora roku charakteryzuje się silnym i suchym wiatrem harmattan oraz bardzo dużymi wahaniami temperatury w ciągu dnia.
W regionie występuje tylko jedna pora deszczowa w roku, rozpoczynając się niewielkimi deszczami w kwietniu, osiągając swoje maksimum na przełomie sierpnia i września, kończąc się w połowie października, kiedy zaczyna się pora sucha. Deszcze tu są bardzo ulewne i osiągają poziom od 85 do 1150 mm z nieregularnymi suchymi okresami występującymi w czerwcu lub lipcu.

## Ludność
Dystrykt ma 155 wspólnot skupionych w 8 strefach:
- Sandema
- Chuchuliga
- Wiaga
- Siniensi/Doninga/Bachonsa
- Kadema
- Gbedema/Kanjarga
- Chansa/Gobsa
- Fumbisi/Gbedembilisi/Wiesi/Uwasi